# Certima pallidaria
Certima pallidaria är en fjärilsart som beskrevs av W. Warren 1900. Certima pallidaria ingår i släktet Certima och familjen mätare. Inga underarter finns listade i Catalogue of Life.